# دلفین سخت‌دندان
دلفین دندان‌سخت گونه‌ای دلفین به نسبت بزرگ‌جثه است که در آب‌های گرم و ژرف سراسر جهان زندگی می‌کند. این جانور نخستین بار توسط ژرژ کوویه، زیست‌شناس سوئیسی، در سال ۱۸۲۳ توصیف شد.

## توصیف ظاهری
ویژگی اصلی این گونه دلفین سر مخروطی شکل و بینی بلند و باریک آن است. باله‌های کناری آن در مقایسه با دیگر دلفین‌ها بیشتر به سوی عقب بدن کشیده شده‌اند. این دلفین در دریا می‌تواند با دلفین چرخان، دلفین خال‌دار گرمسیری و دلفین‌های پوزه‌بطری اشتباه گرفته شود.
لب‌ها، حلق و شکم به رنگ صورتی-سفید هستند. کناره‌ها به رنگ خاکستری روشن و پشت و بالهٔ پشتی به رنگ خاکستری تیره‌اند. این دلفین تا ۲٫۵ متر طول رشد می‌کند و وزنش به ۱۵۰ کیلوگرم می‌رسد.

## جمعیت و گستره
دلفین سخت‌دندان اجتماعی است و در گروه زندگی می‌کند. اندازه گروه‌ها معمولن نزدیک به ۵۰ عضو است که گروه‌هایی تا ۱۰۰ عضو نیز دیده شده‌اند.
جمعیت و گسترهٔ این جانوران کمتر مورد بررسی قرار گرفته. بیشتر بررسی‌های صورت گرفته مربوط به کارهای انجام شده در شرق اقیانوس آرام است که جمعیتی بالغ بر ۱۵۰٬۰۰۰ عدد تخمین زده شده‌اند. گروه‌های دیگری از این دلفین با جمعیت‌های نامشخص در مدیترانه، دریای کارائیب، اقیانوس اطلس و اقیانوس هند دیده شده‌اند. دیده شدن این جانور در سراسر جهان در آب‌های فراکرانه و به دور از فلات قاره گزارش شده‌است.

## وضعیت بقا و اسارت
به نظر نمی‌آید که جمعیت این گونه در معرض خطر از سوی فعالیت‌های انسانی باشد. تعداد کمی از آن‌ها گاه توسط نیزه‌های شکارچیان نهنگ در ژاپن کشته می‌شوند. همچنین تعدادی از آن‌ها در تورهای ماهیگیری برای شکار ماهی تن به دام می‌افتند.
دلفین‌های سخت‌دندان با محیط اسارت خو می‌گیرند و ثابت شده‌است که باهوش و خلاق هستند. تعداد کمی از دلفین‌های سخت‌دندان در پارک‌های نمایشی سراسر جهان نگهداری می‌شوند.

## یادداشت
1. ↑  Odontoceti
2. ↑  Delphinidae
3. ↑   Steno